# (1766) Slipher
(1766) Slipher ist ein Hauptgürtelasteroid. Er wurde am 7. September 1962 am Goethe-Link-Observatorium bei Brooklyn (Indiana) im Rahmen des Indiana Asteroid Program der Indiana University entdeckt.
Der Asteroid wurde den Brüdern Earl und Vesto Slipher, US-amerikanischen Astronomen, zu Ehren benannt.